# 尼日尔国徽
尼日爾國徽為一盾徽。中間為太陽，下方為瘤牛，象徵畜牧業。右上方為珍珠粟，象徵農業。左上角為矛和劍，象徵該國的歷史。盾的兩旁各掛兩面國旗，下方飾帶書有法語「尼日爾共和國」的字樣。
通常国徽会用竖起的椭圆形框起使用，并用法文书写相关机构及国家名称。